# Ropalophorus subelongatae
Ropalophorus subelongatae är en stekelart som beskrevs av Yang 2003. Ropalophorus subelongatae ingår i släktet Ropalophorus och familjen bracksteklar. Inga underarter finns listade i Catalogue of Life.